# Rejon biełokatajski
Rejon biełokatajski (ros. Белокатайский район) - jeden z 54 rejonów w Baszkirii. Stolicą regionu jest Nowobiełokataj.
100% populacji stanowi ludność wiejska, ponieważ w regionie nie ma żadnego miasta.